# 1-ша гвардійська танкова армія (СРСР)
Пе́рша гварді́йська та́нкова а́рмія (1 гв. ТА, в/ч 08608) — танкова армія у складі Збройних сил СРСР з 25 квітня 1944 по 31 травня 1945 та післявоєнний час на території Німеччини. Створена 25 квітня 1944 шляхом перетворення 1-ї танкової армії 2-го формування у складі 1-го Українського фронту.

## Історія
1-ша танкова армія була сформована у липні 1942 року.
У квітні 1944 вона була перейменована на 1-шу гвардійську танкову армію.
З літа 1945 року армія знаходилася у складі Групи радянських військ у Німеччині (Західна група військ) зі штабом у місті Дрезден.
З кінця 1945 року до 1957 року іменувалася 1-ю гвардійською механізованою армією.
У 1991 році почалося передислокування армії до Смоленська.
Після розпаду СРСР армія увійшла до складу Збройних сил РФ як 1-ша гвардійська танкова армія.

## Командування
- Командувачі:
  - генерал-полковник танкових військ Катуков М. Ю. (25 квітня 1944 — 31 травня 1945)